# Peter Gröning (Musiker)
Peter Gröning (* um 1946) ist ein deutscher Schlagzeuger, der seit 1983 in Österreich lebt und auch als Sänger aktiv ist.

## Leben und Wirken
Gröning verbrachte seine Kindheit und Jugend in der Stadt Weißwasser. Er wollte professioneller Schlagzeuger werden und studierte Jazz- und Popularmusik in Berlin (DDR). Er spielte zunächst Rockmusik. Hannes Zerbe holte ihn 1974 in die Gruppe FEZ, der er bis zur Auflösung 1977 angehörte. Dort wurde er einer der angesagten Schlagzeuger der DDR-Jazzszene, der mit internationalen Jazzgrößen wie Conny Bauer, Etta Cameron, Albert Mangelsdorff, Aladár Pege, Itaru Oki oder Uwe Kropinski auftrat.
Wegen der Einschränkung seiner künstlerischen Freiheit in der DDR entschloss er sich, 1983 zu emigrieren und kehrte von einem Gastkonzert in Villach nicht mehr zurück. Er arbeitete im Computer- und Jazz-Project mit Adelhard Roidinger, hatte Auftritte mit dem Literaten Gert Jonke und dem Saxophonisten Edgar Unterkirchner, tourte aber auch mit David Friesen, Maria João, Roberto Ottaviano oder Yōsuke Yamashita. Er spielte Konzerte in Marokko, Tunesien, Algerien, dem Jemen, Syrien, dem Libanon, Zypern, Sierra Leone, Kamerun, Macao und zahlreichen Ländern Europas. Zwischen 2010 und 2015 war er Schlagzeuger der Nu-Folk-Band Humus und gehört aktuell zur Band von Ossi Huber. Im Bass singt er seit 2000 traditionelle Volkslieder im Vokalquartett Kärntner Viergesang, mit der er im deutschsprachigen Raum auftrat und auch in Hörfunk und Fernsehen zu erleben war. 22 Jahre lang leitete er (bis 2011) die Bezirksmusikschule Klagenfurt/Kärnten.

## Diskographische Hinweise
- FEZ: FEZ (Amiga 1978)
- Conrad Bauer Trio Was ist denn nun? (Free Music Production 1980, mit Uwe Kropiniski)
- Adelhard Roidinger Computer & Jazz Project I ‎(Thein 1984, mit Gerhard Laber)
- Horst Grabosch Quintett Anytime ‎(Aufruhr Records 1984, mit Roberto Ottaviano, Georg Gräwe, Hans Schneider)
- Maria João Quintet Conversa (Nabel 1986, mit Martin Fredebeul, Peter Walter, Carlos Bica, Michael Küttner)
- Humus Es is’ kälter wurd’n (Extraplatte 2010)
- Humus Hinhör’n (MCP Sound & Media 2014)